# Beone
Beone era una città dell'antica Grecia ubicata in Eolide.

## Storia
La sua esistenza è nota attraverso testimonianze numismatiche consistenti in monete di bronzo coniate nel IV o nel III a.C., dove figurano le iscrizioni «ΒΟΙΩΝΙΤΙΚΟΝ» o «ΒΟΙΩΝΙΤΙΚΟΣ».
La maggior parte delle monete sono state trovate nella valle del  fiume Ermo e lo stile è simile a quelle di Larisa Friconida, ma la posizione esatta del ritrovamento non è nota.